# Homeobox protein NANOG
Con l'acronimo NANOG viene identificato Homeobox protein NANOG, un fattore di trascrizione coinvolto nell'auto-rinnovamento delle cellule indifferenziate staminali embrionali. Nell'uomo, questa proteina è codificata dal gene Nanog.
Nanog ed i suoi pseudogeni forniscono elementi di prova di formidabile affidabilità alla discendenza comune fra esseri umani e scimmie a partire da un antenato comune.

## Struttura
Nanog umana è una proteina di 305 aminoacidi dotata di un omeodominio conservato localizzata nel comparto nucleare delle cellule. L'omeodominio facilita il legame al DNA.
La struttura proteica rispetta lo schema N-terminale, omeodominio, C-terminale, la regione N-terminale di Nanog umana si presenta ricca di Ser, Thr e residui di Pro, la regione C-terminale contiene W ripetuti, l'omeodominio in diverse categorie di NANOG si ritrova fra i residui 95-155. La sequenza conservata dell'omeodominio corrisponde alle coordinate: a.a. 99-100, 102, 106-107, 110, 114, 119, 121, 127-128, 132, 134, 138-140, 142-145, 147, 149 e 151-152.

## Funzione
Nanog è un gene espresso nelle cellule staminali embrionali (CSE) risulta essere un fattore chiave nel mantenimento della pluripotenza. Nanog è in grado di funzionare associandosi ad altri fattori, come POU5F1 Sox2 e per stabilire l'identità ESC. Le cellule staminali pluripotenti offrono un importante settore di studio a causa della loro capacità di mantenere la pluripotenza; Queste cellule hanno la capacità di diventare qualsiasi cellula di un dei tre foglietti embrionali (endoderma, ectoderma, mesoderma); Per questo motivo la comprensione dei meccanismi che mantengono la pluripotenza delle cellule risulta un fattore critico per la ricerca nel campo del trattamento delle malattie degenerative.
Analisi di embrioni hanno dimostrato che gli embrioni esprimono i geni per la pluripotenza come POU5F1, Nanog e REX1; Sono stati identificati anche marcatori di pluripotenza specifici:
- TRA-1-60
- TRA-1-81
- SSEA4
- fosfatasi alcalina
- TERT
- REX1

Questi marcatori consentito la differenziazione in vitro e in vivo delle cellule nelle cellule dei tre i foglietti embrionali.
POU5F1, TDGF1 (CRIPTO), SALL4, LECT1 e BUB1 sono geni correlati alla differenziazione delle cellule pluripotenti.

## La ricerca attuale

### Biologia molecolare
La sovraespressione di Nanog nelle cellule staminali embrionali di topo le induce ad auto-rinnovarsi in assenza del fattore inibitorio leucemico. In assenza di Nanog, le cellule staminali embrionali di topo si differenziano in cellule dell'endoderma viscerale/parietale. La perdita della funzione Nanog causa differenziazione delle cellule staminali embrionali di topo in altri tipi di cellule.
La sovraespressione di Nanog in cellule staminali embrionali umane gli permette di rimanere pluripotenti. Il knockdown genetico di Nanog promuove la differenziazione cellulare, dimostrando in tal modo un ruolo di questi fattori embrionali nel promuovere l'auto-rinnovamento delle cellule staminali umane.
È stato dimostrato che l'oncosoppressore p53 si lega al promotore di Nanog e, così legandosi, sopprime la sua espressione dopo il danno del DNA nelle cellule staminali embrionali di topo. p53 può quindi indurre la differenziazione delle cellule staminali embrionali in altri tipi di cellule le quali subiscono l'arresto p53-dipendente del ciclo cellulare e di conseguenza vanno incontro ad apoptosi.
Nanog trasforma le cellule NIH3T3. Utilizzando DNA microarray per trovare gli obiettivi dei prodotti di trascrizione di Nanog, sono stati identificati geni regolati di Nanog. Alcuni di questi geni bersaglio spiegano la trasformazione di cellule NIH3T3.
GATA6 e Nanog sono stati ipotizzati come cause della differenziazione cellulare simile di cellule ES in loro assenza, il che porta a pensare che Nanog possa inibire la crescita ectodermica tramite la repressione di GATA6.
Yamanaka et al. sono stati in grado di dimostrare l'induzione di cellule staminali pluripotenti a partire da fibroblasti di topo adulti od embrionali introducendo quattro fattori, Oct3/4, Sox2, c-Myc e Klf4, in condizioni di coltura delle cellule ES. Di questi quattro fattori è stato dimostrato che Nanog è superfluo per l'induzione.
Nanog può essere utile nella diagnosi immunoistochimica dei tumori. Nanog è espresso nelle cellule germinali del feto, in alcuni tumori a cellule germinali delle gonadi e del sistema nervoso centrale (SNC). L'espressione di Nanog non si riscontra nei casi di teratoma immaturo e coriocarcinoma. Nanog viene espresso dal germinoma (un tumore delle cellule germinali istologicamente identico al seminoma e dysgerminoma, ma non da: pineoblastoma, linfoma, adenoma pituitario e gliomi ; Non si conoscono fenomeni di espressione di Nanog in altri tumori delle cellule germinali e del CNS.

### Biologia evolutiva
Gli esseri umani hanno in comune con gli scimpanzé dieci pseudogeni Nanog, localizzati tutti negli stessi posti: uno pseudogene di duplicazione e nove retropseudogeni. Dei nove retropseudogeni Nanog, due non hanno il poli-(A) caratteristica della maggior parte retropseudogeni, indicando errori di copiatura durante la loro duplicazione. A causa della alta improbabilità che gli stessi pseudogeni (gli stessi errori di copiatura) si verifichino esattamente negli stessi punti del genoma, Nanog ed i suoi pseudogeni forniscono elementi di prova di formidabile affidabilità alla discendenza comune fra esseri umani e scimmie a partire da un antenato comune.